# Saint-Augustin (Charente Marítimo)
 Saint-Augustin  es una población y comuna francesa, situada en la región de Nueva Aquitania, departamento de Charente Marítimo, en el distrito de Rochefort y cantón de La Tremblade.

## Demografía
| 432 | 493 | 539 | 634 | 742 | 851 |
| Para los censos de 1962 a 1999 la población legal corresponde a la población sin duplicidades (Fuente: INSEE [Consultar]) |     |     |     |     |     |